# 童若兰
童若兰（1928年—），女，安徽枞阳人，中国政治人物。原兰州大学党委宣传部部长，甘肃省妇联主任，全国妇联第五届执委会委员，甘肃省人大常委会委员。第六届全国人大代表。

## 生平
1947年在天津南开大学哲教系学习时，参加学生运动，1948年参加民主青年联合会，后转为青年团员。1949年在中央团校学习，毕业后分配至西安青年团西北工委工作，后调至兰州大学团委工作，期间赴苏联莫斯科中央团校学习。回国后，历任兰州大学团委书记（当时设有第一书记），教学科科长，物理系副主任、系党总支书记等职。文化大革命期间曾在工厂劳动。1976年后，历任兰州大学化学系党总支书记，兰州大学党委常委，宣传部部长。1982年7月至1988年7月，任甘肃省妇联主任。1984年至1988年，兼任甘肃省女子职业学校校长。1984年，随中国妇女代表团赴日本群马县访问。1983年至1993年，任甘肃省第六、七届人大代表。1988年，任甘肃省人大常委会专职委员，民族侨务委员会副主任。